# الکترا
الکترا (به انگلیسی: Electra)، دختر آگاممنون شخصیت افسانه‌ای یونان باستان است.
پس از آن‌که کلوتایمسترا (مادر الکترا)، آگاممنون (پدر الکترا) را کشت، الکترا برادر خود اورستس را از خانه دور کرد تا جانش را نجات دهد. مدت‌ها بعد اورستس با همدستی الکترا، مادر و معشوق او آیگیستوس را کشت و انتقام پدر را گرفت. الکترا با دوست برادرش، پولادس ازدواج کرد.
عقده الکترا در روانشناسی بر مبنای سرگذشت این شخصیت اسطوره‌ای، نام‌گذاری شده‌است.

## خانواده
الکترا دختر پادشاه آگاممنون و ملکه کلایمنتسترا بود و خواهرانش ایفیگنیا و کریسوتمیس و برادرش اورستس نام داشتند. گمان می‌رود در ایلیاد (شعر حماسی هومر) منظور شاعر از لائودیس، همان الکترا دختر آگاممنون است. دختر آگاممنون را نباید با پری دریایی همنامش الکترا که مادرِ رب‌النوعِ کوچکِ ایریس از تیتان دریا تائوماس است، اشتباه گرفت.

## داستان به قتل رسیدن آگاممنون
زمانی که آگاممنون پدر الکترا و پادشاه شهر موکنای از جنگ تروآ بازگشت و توسط آگوستوس (معشوقه کلوتایمنسترا) و/یا توسط خود کلایمنتسترا به قتل رسید، الکترا در شهر موکنای حضور نداشت.
کلایمنتسترا بخاطر اینکه آگاممنون، دختر بزرگترش ایفیگنیا را برای آتنا یا آرتمیس قربانی کرده بود، از وی کینه به دل گرفته بود.
همچنین آگوستوس و کلایمنتسترا، کاساندرا پیشگوی مقدسِ تروی که به عنوان غنیمت و پاداش جنگ به آگاممنون اهدا شده بود را کشتند. هشت سال بعد الکترا و برادرش اورستس را از آتن به موکنای بازگرداندند.
طبق نوشته‌های پیندار - شاعر یونان باستان- در این سال‌ها، الکترا یا دایه‌ای پیر، از اورستس مراقبت می‌کردند. سپس اورستس به فانوته در کوه پارناسوس، جایی که استروفیوسِ شاه از او مراقبت می‌کرد، برده شد تا اینکه در سن بیست سالگی توسط پیشگوی معبد دلفی به بازگشت به وطن و کین‌خواهیِ پدر فرمان داده شد.

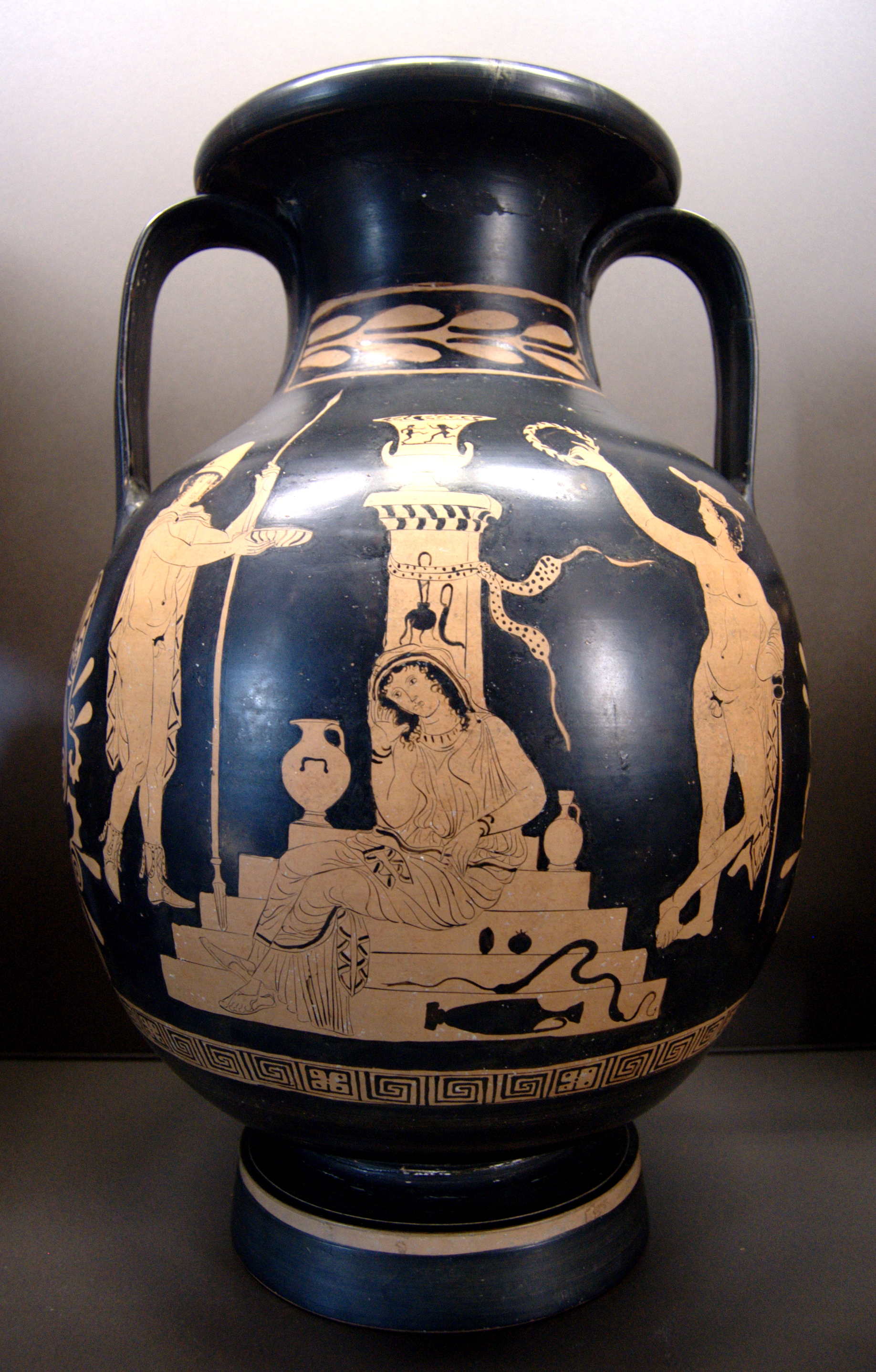
اورستس، الکترا و هرمس بر سر مقبره آگاممنون، حدود ۳۷۰–۳۸۰ پیش از میلاد)

## داستان قتل کلایمنتسترا

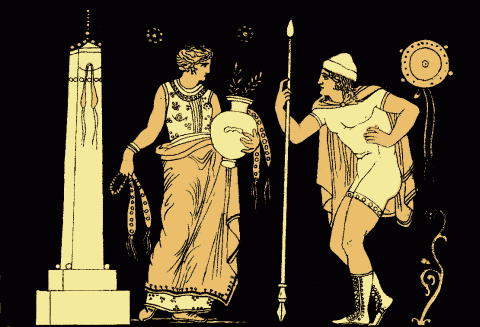
الکترا و اورستس در داستان‌هایی از تراژدی‌نویس‌های یونانی اثر آلفرد چرچ ۱۸۹۷

طبق داستانِ آیسخولوس، اورستس چهره الکترا خواهرش را پیش از ملاقات بر سر مقبرهِ آگاممنون، در مکانی که پیشکش‌هایی را برای مقبره پدرشان فراهم می‌آوردند، دید. ملاقات انجام شد و برنامه‌ریزی برای کین‌خواهی و انتقام‌جویی شکل گرفت. پولادس و اورستس، کلایمنتسترا و آگوستوس را (به پشتوانه کمک الکترا) کشتند.
کلایمنتسترا پیش از مرگش اورستس را نفرین کرد و الهه‌گان انتقام برای عذاب او به زمین آمدند. او توسط الهه‌گان انتقام که وظیفه مجازات وی را به دلیل تعرض به قداست خانواده داشتند، تعقیب می‌شد هرچند الکترا توسط الهه‌گان انتقام مورد تعقیب قرار نگرفت. اورستس در معبدی در دلفی پناه گرفت. گفته می‌شود هنگامی که او به معبد رفت، ابتدا کاهنی اورستس را غرق در خون و در حالی که الهه‌گان انتقام دور و بر او پرواز می‌کردند یافت. سپس کاهنان او را با خون خوک شستشو دادند تا پاک شود و درست به محض اینکه پاک شد به آتن سفر کرد تا آتنا را بیابد.
در آخر در آکروپولیس آتن، آتنا را یافت و دادگاهی رسمی در این مورد توسط آتنا، پیش از قضاوت دوازده آتنی، تشکیل داد. الهه‌گان انتقام خواستار قربانی خود (اورستس) بودند: او در دادگاه فرمان‌های آپولو را مطرح کرد: رای‌ها به‌طور مساوی (بر مجازات و رهایی اورستس) اعلام شد و آتنا رأی تعیین‌کننده خود مبنی بر تبرئه اورستس را بیان نمود.
در اثر ایفیگنیا در تائوریس (Iphigenia in Tauris)، اوریپیدس افسانه را به گونه‌ای دیگر بیان می‌کند. او می‌گوید اورستس توسط الهه‌گان انتقام تا تائوریس که بر دریای سیاه واقع است -جایی که خواهرش  ایفیگنیا نگهداری می‌شود- هدایت می‌شود. این دو (اورستس و  ایفیگنیا) هنگامی که اورستس و پولادس نزد  ایفیگنیا آورده می‌شوند تا جهت قربانی شدن برای آرتمیس آماده شوند یکدیگر را ملاقات کردند.  ایفیگنیا، اورستس و پولادس از تائوریس فرار می‌کنند. خشم الهه‌گان انتقام به هنگام تجدید دیدار این خانواده، فروکش کرده و در مجازات آن‌ها تخفیف قائل می‌شوند.